# Enarsus bakewellii
Enarsus bakewellii là một loài bọ cánh cứng trong họ Zopheridae. Loài này được Pascoe miêu tả khoa học năm 1866.